# Tyska Kamerun
Tyska Kamerun var en tysk besittning i Afrika åren 1884–1919, bestående av vad som i dag (2011) är Kamerun, östra Nigeria, delar av Tchad, västra Centralafrikanska republiken, nordöstra Kongo-Brazzaville och norra Gabon.
Tyska Kamerun med Nya Kamerun från 1911 delades efter första världskriget upp mellan Storbritannien och Frankrike under ett mandat från Nationernas förbund.

## Historia
Tyska Västafrika var en tidig benämning på de tyska skyddsområdena i västra Afrika som existerade 1884–1919. I regel räknar man då samman Kamerun och Togo som en enhet. Under 1800-talet engagerade sig tyska handelsmän i handel med Afrika och Tyska Västafrikakompaniet bildades med huvudkontoret i Hamburg. Företaget var verksamt i både Tyska Kamerun och Tyska Togoland. 1868 startade handelshuset Haus Woermann det första tyska faktoriet i Douala genom fördrag med några afrikanska stammar, varpå de samma år överlät sina höghetsrättigheter på Tyska riket. Adolph Woermann utvecklade Woermann-Linies rederiverksamhet i hög grad och förvärvade i förening med firman Jantzen & Thormählen 1884 Kamerunområdet.
Kejsardömet Tyskland gjorde anspråk på territoriet 1884 då Bismarck utnämnde Afrikaforskaren Gustav Nachtigal till kejserlig kommissarie över Afrikas västkust med uppdraget att ställa intressanta områden under tyskt protektorat. Så kallade skyddsfördrag (Schutzverträge) skrevs under med ledarna för folkgrupperna Duálá, Ndumb'a Lobe (Bell) och Ngand'a Kwa (Akwa). 14 juli följde hissandet av den tyska flaggan i Douala och Tysklands förklarades vara skyddsmakt. 1885 fastställdes gränserna vid  Berlinkonferensen. 1885 tillträdde Julius Freiherr von Soden som guvernör. Han efterträddes av Jesko von Puttkamer som kom att prägla Kamerun som tysk koloni. Han verkade livligt för landets utforskning och utnyttjande, men avsattes 1906 till följd av hur han behandlade den infödda befolkningen. 1901–1914 var Buea vid Kamerunberget förvaltningsort.

### Utvidgning och exploatering
Tysklands styre över kolonin Kamerun innebar efter ett par år en stadig framryckning inåt land i vad som blev kolonin Tyska Kamerun. Under de första åren hade framryckandet inåt landet hindrats av otillgängligheten och tropiksjukdomar som malaria och gula febern. De inledde projekt för att förbättra kolonins infrastruktur, med hjälp av en sträng tillämpning av tvångsarbete. Bland annat byggdes järnväg  mellan Viktoria och Soppo utanför Buea (1902), Manangubajärnvägen som öppnade 1909 och järnväg mellan Duala och Eseka (1914). Ett infrastrukturprogram för byggande av vägar och broar genomfördes 1913.

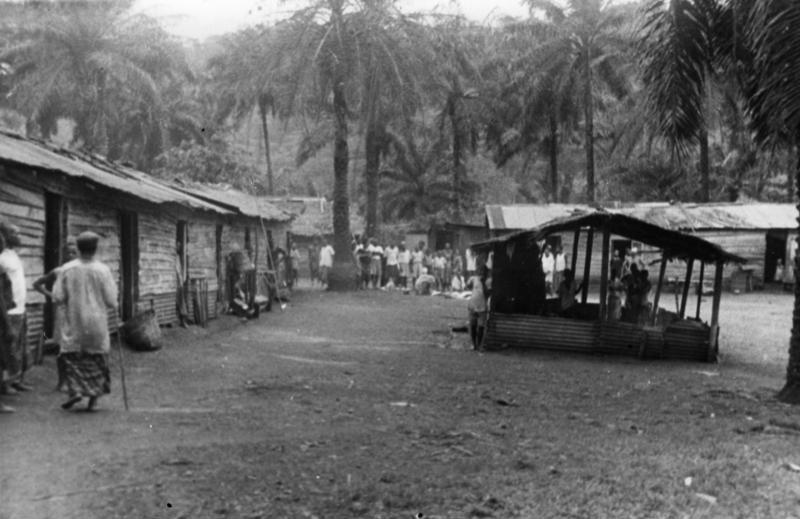
Banan- och kakaofarm i Kamerun under den tyska kolonialtiden.

Tyskarna byggde upp plantager för odling av kakao, sockerrör men framförallt kautschuk. Från Kamerun exporterades palmolja, bananer, jordnötter, kokos och elfenben. Tyskarna anlade det största plantageområdet i Västafrika i Kamerun. Den stora plantagen Viktoria anlades 1897 och utanför Tiko odlades bananer, en verksamhet som även idag har ekonomisk betydelse för Kamerun. Tyska bolag gavs koncessioner för att utvinna aluminium, bauxit och järnmalm.
1911 följde en betydande utvidgning av Kamerun då Frankrike avstod landområden i enlighet med Marocko-Kongo-avtalet som följde Agadirkrisen. Den nya östra delen fick namnet Neukamerun. Den lokala förvaltningen bestod av distriktskontor, regeringsinrättningar och militärstationer. Av Kameruns 2,5 miljoner invånare var 1359 tyskar.

### Konflikter med lokalbefolkningen

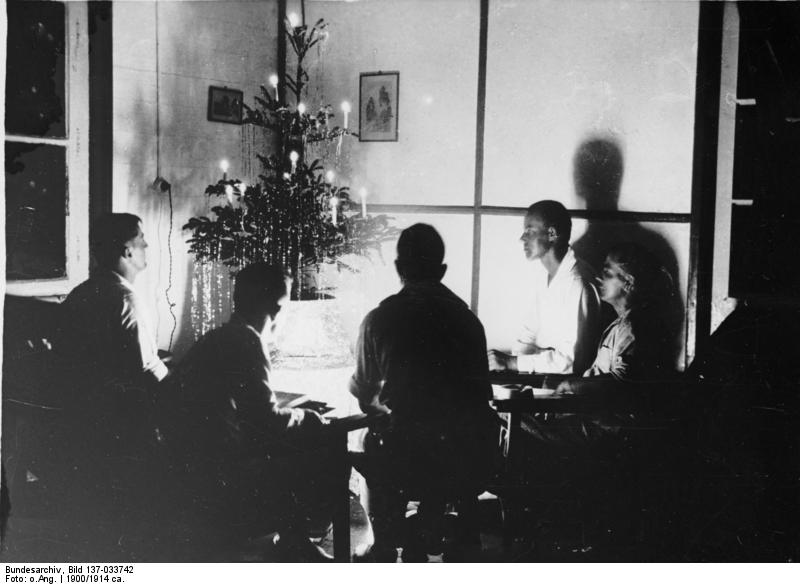
Tyskt julfirande i Kamerun.

Koloniseringen av områdena vid Kamerunberget och Buea skedde med hjälp av militären som belägrade orten första gången 1891. Försöket slutade med seger för lokalbefolkningen bakweri och den tyska befälhavaren Karl von Gravenreuth dog. 1894 besegrade tysk militär bakweri och tvingade fram ett fredsavtal som tvingade bort lokalbefolkningen och öppnade upp området för exploatering av tyska handelsmän och gruvindustrin. Den tyska staten förklarade marken vara den tyska kronans och sålde den vidare. Lokalbefolkningen fick bara randområden vid sidan av den bördiga marken. Den tyska kolonialmakten skapade 1891 utifrån skyddstrupperna en polisstyrka som 1912 uppgick till 27 tyskar och 1155 afrikaner. 1892–1893 slog tyskarna ned bakoko- och mabeafolken för att ta kontrollen över sydvästra Kamerun. 1899 följde ett uppror av Bulufolket vid kusten som under två år utgjorde det största motståndet mot den tyska kolonialmakten. 1904–1907 följde Mahdi-upproret där flera stammar gick samman under ledaren Mahdi mot tyskarna. Upproret slogs ned.

### Första världskriget
Den militära närvaron växte efterhand och under första världskriget bestod trupperna av nästan 8000 man med lokalt rekryterad personal, så kallade askari. 1916 förlorade den tyska militären kontrollen över Kamerun. När Tyskland förlorade första världskriget blev Kamerun ett NF-mandat och delades i Franska Kamerun Cameroun (Östkamerun) och Brittiska Kamerun Cameroons (Västkamerun) år 1919. 1924 kunde tyska plantageägare vid en auktion i London köpa tillbaka sina områden som de fråntagits i samband med att Tyskland förlorade Kamerun. De tyska plantageägarna var kvar till 1940. Bananer från Kamerun exporterades i stora kvantiteter fram till 1930-talet till Tyskland.

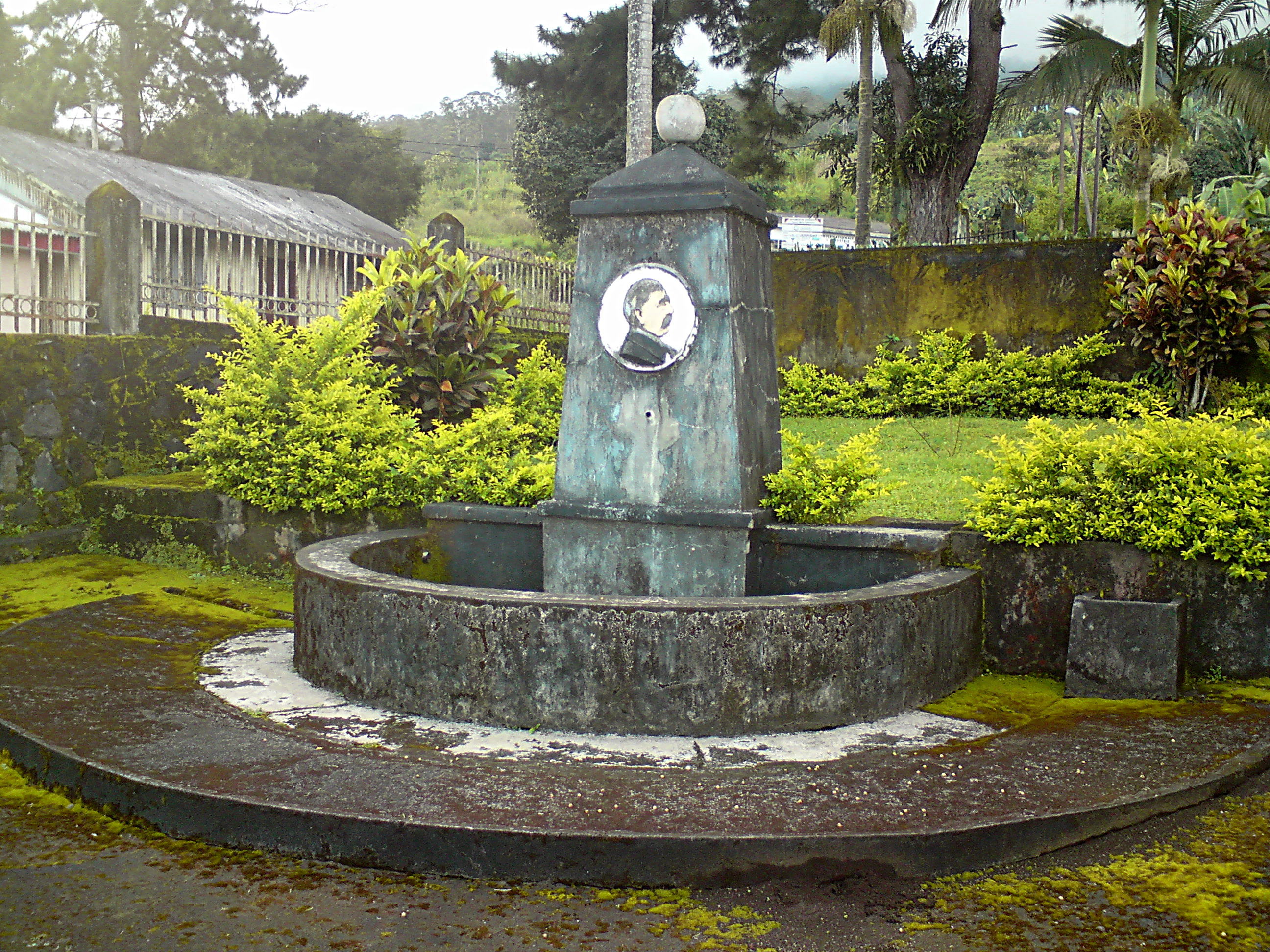
Bismarckbrunnen i Buea

Kamerun som tysk koloni var något som levde kvar i medvetandet hos revanschistiska delar av det tyska samhället. I Nazityskland gjordes filmer och broschyrer om Kamerun för att förespråka ett tyskt återtagande och tyska forskare begav sig till Kamerun för att studera landet. En tidskrift, Deutsche Kolonial-Zeitung, gavs ut av Tysklands kolonialförbund och ett monument, Kolonial-Ehrenmal, restes i Bremen.
I Buea finns en tysk kyrkogård, en brunn med Bismarcks porträtt i sten och det tidigare guvernörspalatset i wilhelminsk stil. På vägen mellan Yaounde och Duala återfinns Edeabron, en 160 meter lång stålbro, som byggdes av tyskarna genom Gutehoffnungshütte under kolonialtiden. Den tyska bryggerijätten Warsteiner har verksamhet i Kamerun under märket Isenbeck där bryggeriet i sin reklam anspelar på det koloniala förflutna.

## Planerade symboler för Tyska Kamerun
En flagga och vapen planerades att införas men Första världskrigets utbrott 1914 gjorde att det aldrig blev av. 

Planerat vapen
Utkast för flagga